# Ulica Sienna w Warszawie

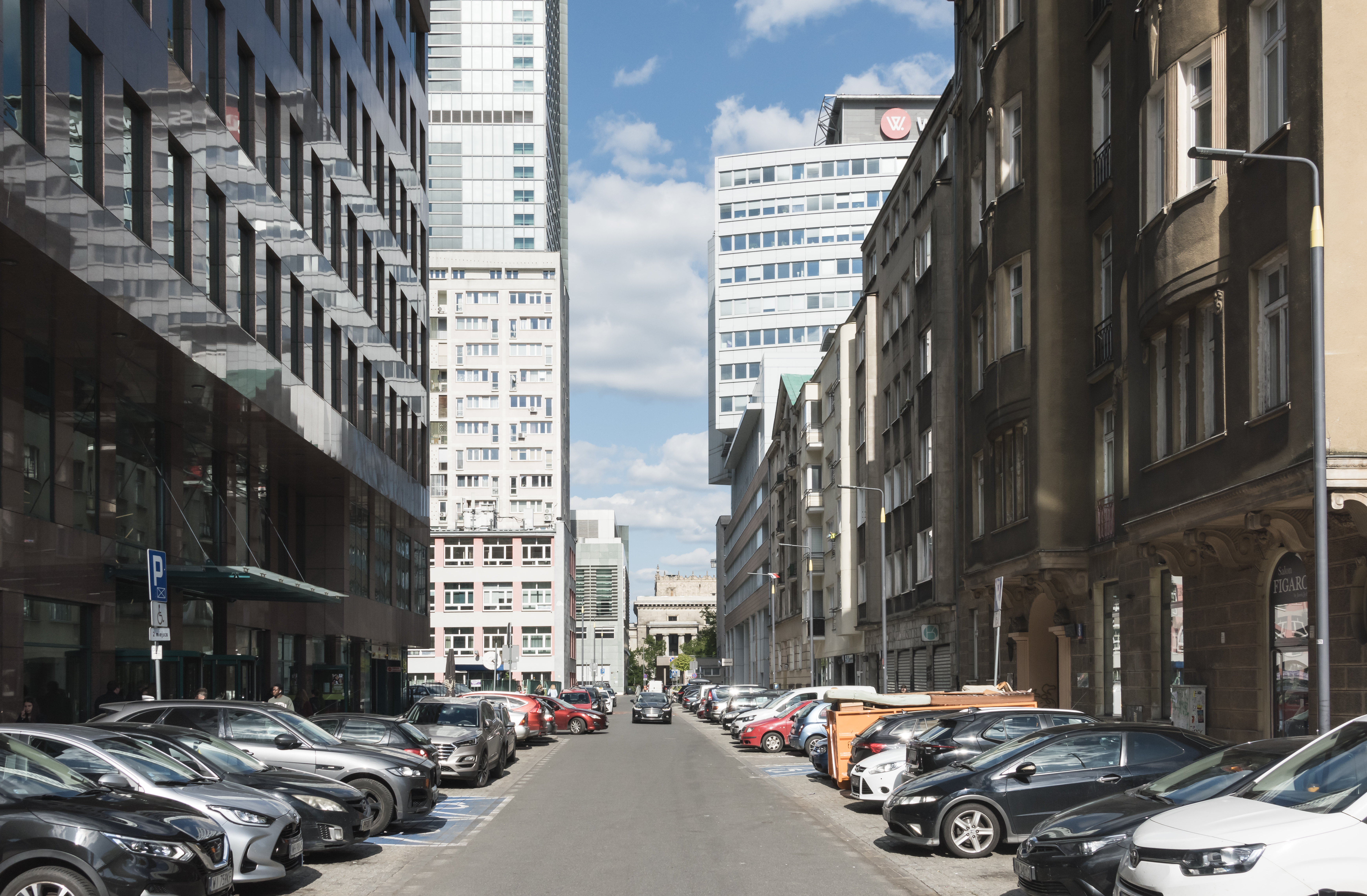
Ulica Sienna przy al. Jana Pawła II, widok w kierunku wschodnim

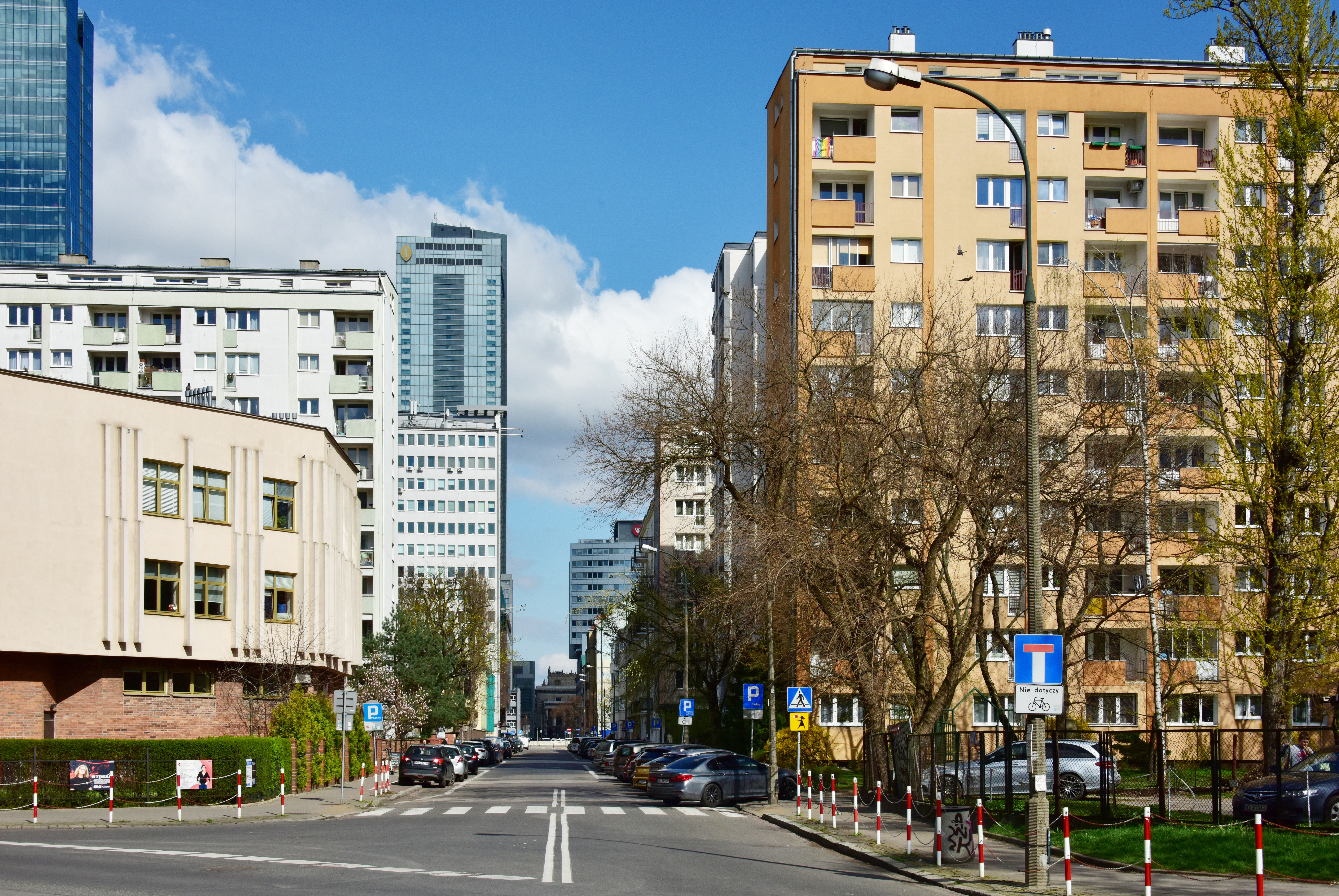
Ulica przy ul. Twardej, widok w kierunku wschodnim

Ulica Sienna – ulica w dzielnicach Śródmieście i Wola w Warszawie.

## Historia
Ulica jest dawną drogą narolną, która przebiegała między gruntami należącymi do Szpitala św. Ducha a ziemią Wesslów (później sióstr miłosierdzia św. Kazimierza). Około 1767 została wytyczona i wymierzona jako ulica. Przebiegała od ulicy Zgoda do Żelaznej (na odcinku od ulicy Twardej do Żelaznej była to aleja obsadzona drzewami).
W 1770 nadano jej urzędową nazwę Sienna, która pochodziła od położonych tutaj łąk lub pobliskiego targu sianem. Przed 1780 została zabudowana dziesięcioma drewnianymi domami i dworkami, dwoma budynkami murowanymi oraz cegielnią. Na początku XIX wieku powstał przy niej browar (za skrzyżowaniem z ulicą Sosnową).
Około 1820 jako ulica została przedłużona na odcinku od Twardej do Żelaznej (wcześniej była tu aleja). W połowie XIX wieku była ona zabudowana 22 domami drewnianymi oraz 12 domami murowanymi i kamienicami. W 1862 ulicę przedłużono od Żelaznej do Towarowej. W okolicy przedłużonego wówczas odcinka znajdował się plac targowy nazwany placem Witkowskiego (w 1922 jego nazwę zmieniono na plac Kazimierza Wielkiego).
W 1874 roku w wyniku wielkiego pożaru, który wybuchł w rejonie ulic Chmielnej, Złotej i Siennej, spłonął kwartał drewnianej zabudowy znajdującej się między ulicami Wielką i Zielną.
Po 1870 zaczęto rozbierać drewniane budynki, a w ich miejsce budować murowane kamienice o czterech lub pięciu kondygnacjach. Powstała wówczas według projektu Ludwika Panczakiewicza kamienica znajdująca się pod nr 5/7 charakteryzująca się secesyjną fasadą. W 1878 roku oddano do użytku Szpital Dziecięcy Bersohnów i Baumanów, zbudowany na działce pomiędzy ulicami Sienną i Śliską. 
Po 1910 zaczęły powstawać wzdłuż ulicy okazalsze budowle. W latach 1912–1914 powstał według projektu architektonicznego Teofila Wiśniowskiego i nadzorującego budowę Apoloniusza Nieniewskiego, gmach Towarzystwa Wzajemnej Pomocy Pracowników Handlowych i Przemysłowych (nr 16). Natomiast kamienice pod nr 32 i 43 wybudowała spółka architektów Henryka Stifelmana i Stanisława Weissa. W okresie międzywojennym ulicę zamieszkiwała głównie ludność żydowska.
Zabudowa ulicy ucierpiała w czasie obrony Warszawy we wrześniu 1939.
W listopadzie 1940 Sienna na odcinku pomiędzy ulicami Wielką i Żelazną została włączona do warszawskiego getta. W październiku 1941 południowa granica dzielnicy zamkniętej została przesunięta na środek Siennej. Ulica została włączona do aryjskiej części miasta wraz z całym tzw. małym gettem w sierpniu 1942, w czasie wielkiej akcji deportacyjnej.
W 1944 największemu zniszczeniu uległy budynki między ulicą Zielną a Sosnową.
W 1952 część ulicy znalazła się na terenie Pałacu Kultury i Nauki (od ulicy Marszałkowskiej do E. Plater). Po 1962 przy ulicy powstały osiedla: Złota, Miedziana i Emilia. Jako element tego ostatniego osiedla między ulicami Sienną i Śliską wzniesiono budynek Szkoły Podstawowej nr 250 (tzw. szkoła tysiąclecia). 
Przy ulicy zachowało się zaledwie kilka budynków powstałych na początku XX wieku (m.in. nr 41, 43 i 45).

## Ważniejsze obiekty
- Osiedle Emilia
- Hotel InterContinental Warszawa
- Warsaw Towers (nr 39)[11].
- Kamienica Pod Żaglowcem (nr 45)
- XII Liceum Ogólnokształcące im. H. Sienkiewicza (nr 53, na dziedzińcu szkoły upamiętnienie granicy warszawskiego getta)
- Fragment muru getta (między posesjami Sienna 53 i 55)
- Dawny Szpital Dziecięcy Bersohnów i Baumanów (nr 60)
- Osiedle Złota
- Zbór Stołeczny Kościoła Zielonoświątkowego (nr 68/70)
- Kompleks The Warsaw Hub
- Sala Królestwa zboru Świadków Jehowy (nr 72A)[12]
- Biurowiec Sienna Center (nr 73/75)
- Rezydencja Sienna (nr 86)[13].
- Osiedle Miedziana

## Obiekty nieistniejące
- Spółdzielczy Dom Handlowy „Feniks”